# Лыжный переулок (Санкт-Петербург)
Лы́жный переулок — проходит от Мебельной улицы до Шуваловского проспекта, расположен в Приморском районе Санкт-Петербурга.

## История
Проезд появился на рубеже 2000—2010-х годов при массовой застройке территории между Шуваловским, Богатырским проспектами, Яхтенной и Мебельной улицами. Тогда квартал № 59 (между Шуваловским проспектом, улицами Оптиков, Туристской и Мебельной) был разделен на три части улично-дорожной сетью в виде рогатки.
В 2008 году топонимическая комиссия решила объединить две «лапки» рогатки в одну улицу и дать ей название Лыжный переулок. В протоколе заседания комиссии этимология разъясняется так: «В ряду проездов этого района, наименования которых связаны со спортивной тематикой (Яхтенная, Беговая, Туристская улицы)».
8 мая 2009 года постановлением правительства Санкт-Петербурга название Лыжный переулок было официально присвоено. В августе 2014 года оставшаяся «лапка» улично-дорожной рогатки получила название переулок Никифорова.

## Современное состояние
В настоящее время уличный фронт Лыжного переулка практически полностью сформирован. Предстоит построить паркинг на углу Лыжного переулка и Мебельной улицы (скорее всего, дом № 1), объект торговли севернее дома 4, корпус 1 (скорее всего, дом № 6), и жилой дом (скорее всего, дом № 8). По последнему адресу находится проблемный объект.
26 декабря 2013 года в Лыжном переулке, 5, была открыта детская поликлиника № 50.
Во дворе домов 2 и 4 ожидается строительство школы, её сдадут в 2018 году.